# Coleopora
Coleopora är ett släkte av mossdjur. Coleopora ingår i familjen Teuchoporidae.
Kladogram enligt Catalogue of Life:
| Coleopora | \| \| Coleopora americana \| \| \| \| \| \| Coleopora lagena \| \| \| \| \| \| Coleopora seriata \| \| \| \| |
|           | \| \| Coleopora americana \| \| \| \| \| \| Coleopora lagena \| \| \| \| \| \| Coleopora seriata \| \| \| \| |
|           | Lagenicella                                                                                                  |
|           | |
|           | Teuchopora                                                                                                   |
|           | |
|           | Coleopora americana                                                                                          |
|           | |
|           | Coleopora lagena                                                                                             |
|           | |
|           | Coleopora seriata                                                                                            |
|           | |

|  | Coleopora americana |
|  |                     |
|  | Coleopora lagena    |
|  |                     |
|  | Coleopora seriata   |
|  |                     |